# Ishizuchi
L'Ishizuchi (いしづち) est un train express existant au Japon et exploité par la compagnie JR Shikoku, qui relie la ville de Takamatsu à celle de Matsuyama. Son nom fait référence au mont Ishizuchi.

## Gares desservies
L'Ishizuchi circule de la gare d'Okayama à la gare de Matsuyama en empruntant la ligne Yosan. Il est souvent couplé à un train Shiokaze entre Utazu et Matsuyama.
| Nom des gares |
| ------------- |
| Takamatsu     |
| Sakaide       |
| Utazu*        |
| Marugame      |
| Tadotsu       |
| Takuma*       |
| Takase*       |
| Kan-onji      |
| Kawanoe       |
| Iyo-Mishima   |
| Niihama       |
| Iyo-Saijō     |
| Nyūgawa       |
| Imabari       |
| Iyo-Hōjō*     |
| Matsuyama     |

Les gares marquées d'un astérisque ne sont pas desservies par tous les trains.

## Matériel roulant
Les modèles utilisés sur ce service sont :

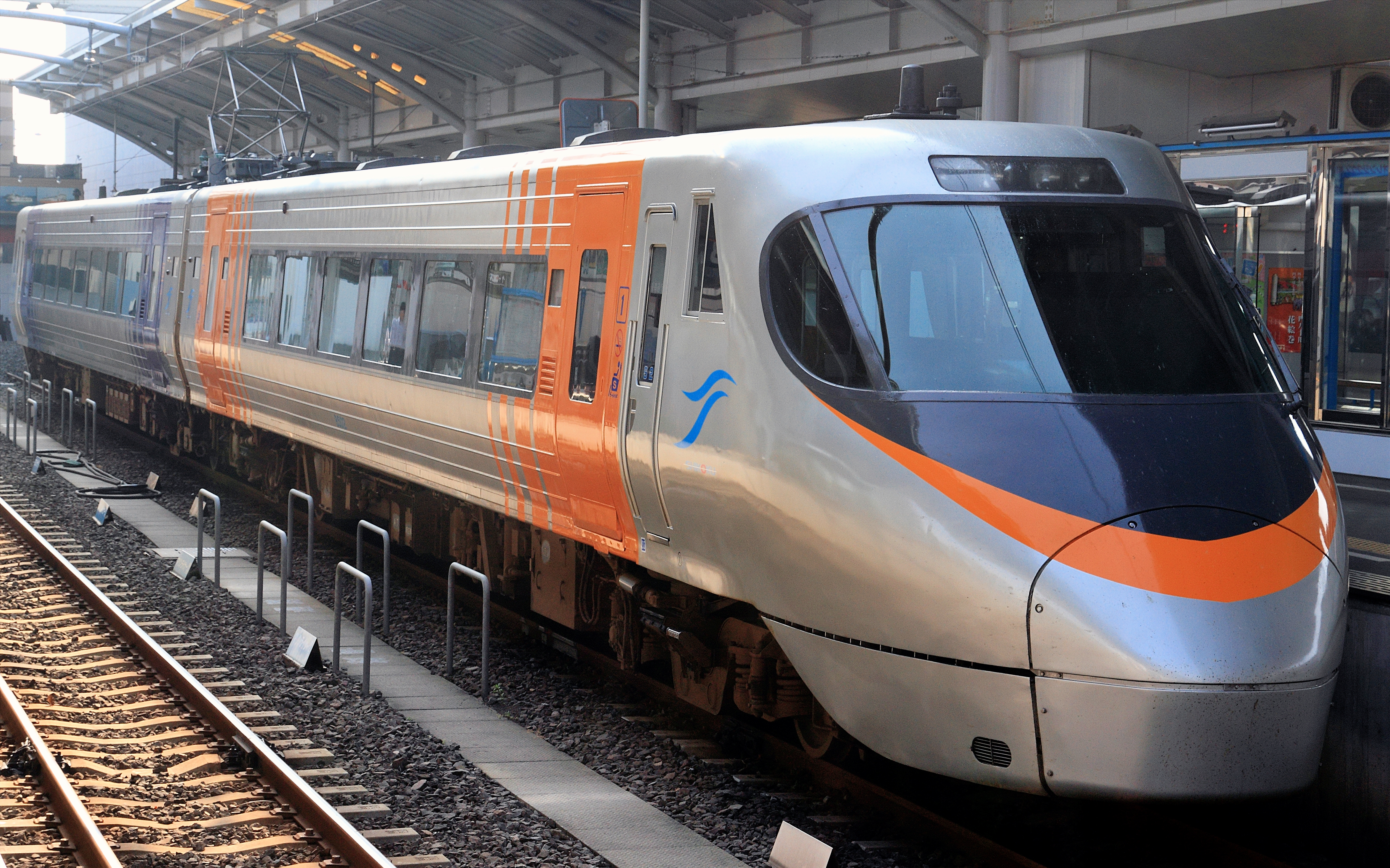
Série 8000
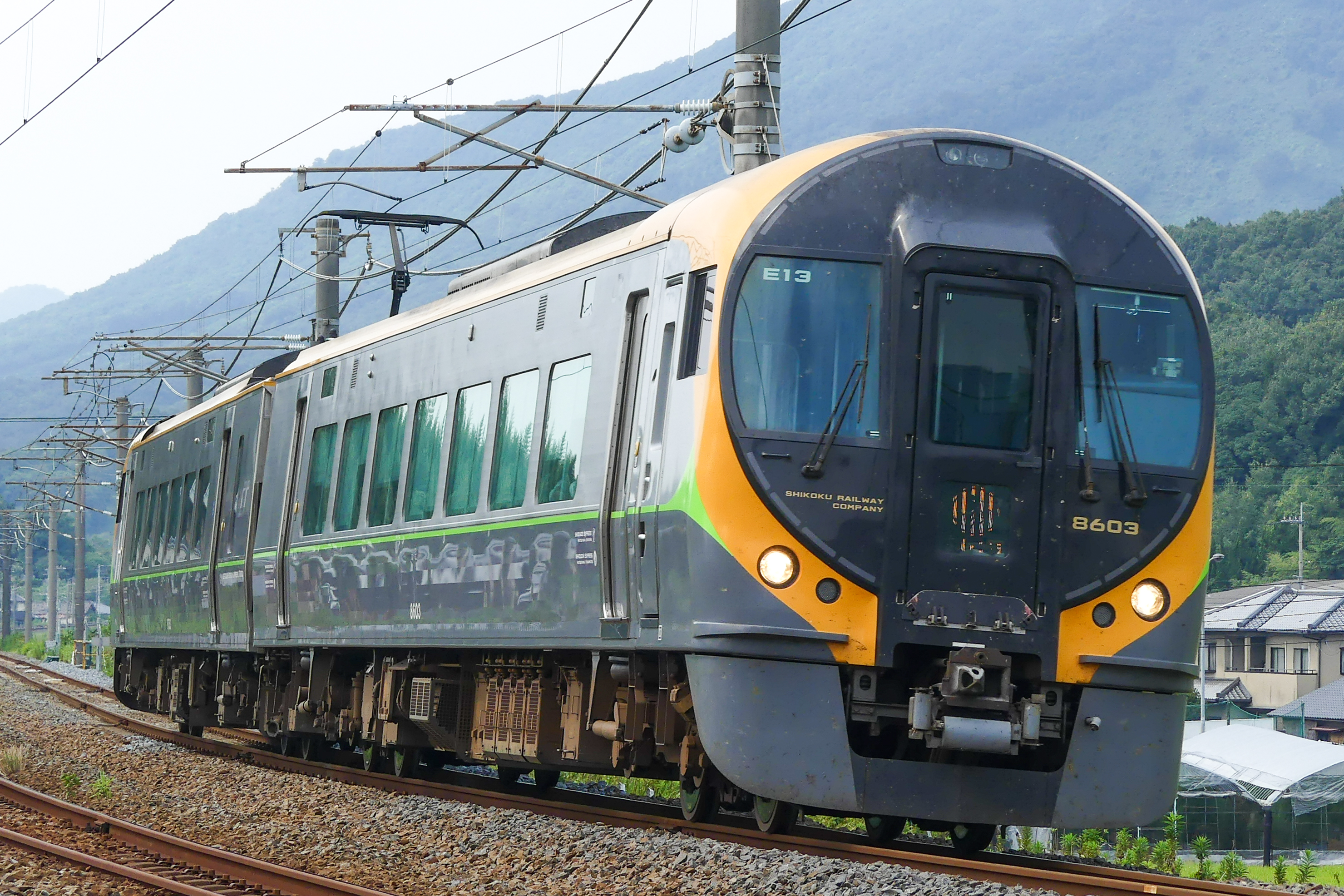
Série 8600

## Composition des rames
- Série 8000 (3 voitures, parfois 5 voitures)[1] :

| N° de voiture | 6       | 7       | 8           |
| Classe        | Réservé | Réservé | Non réservé |

- Série 8600 (2 voitures, parfois 3 ou 4 voitures) :

| N° de voiture | 6       | 8       | 8           |
| Classe        | Réservé | Réservé | Non réservé |

Des places pour les usagers en fauteuil roulant sont disponibles.